# NGC 1346
NGC 1346 este o seyfert 1 galaxy⁠(d) situată în constelația Eridanul. A fost descoperită în 15 decembrie 1876 de către Édouard Stephan⁠(d). Se află la o distanță de 56 de megaparseci de Pământ.